# دهستان کفدهک
دهستان کفدهک یکی از دهستان‌های شهرستان خرامه در استان فارس ایران است. این دهستان در بخش مرکزی شهرستان خرامه قرار دارد و براساس سرشماری مرکز آمار ایران در سال ۱۳۹۰، جمعیت آن ۸۳۸۳ نفر (در ۲۲۴۸ خانوار) بوده‌است.